# Большое Бабье
Большое Бабье — деревня в Окуловском муниципальном районе Новгородской области, относится к Боровёнковскому сельскому поселению.
Деревня расположена на Валдайской возвышенности, в 22 км к северо-западу от Окуловки (29 км по автомобильной дороге), до административного центра сельского поселения — посёлка Боровёнка 7 км (15 км по автомобильной дороге).
| 2010 |
| ---- |
| 2    |

В окру́ге расположены ещё две деревни: Поджарье — в 2 км к западу и Малое Бабье — в 1 км к югу.

## Транспорт
Ближайшие железнодорожные станции расположены на главном ходу Октябрьской железной дороги в 7 км северо-западнее в посёлке Торбино и в 7 км юго-восточнее в посёлке Боровёнка, а остановочный пункт электропоездов в 2 км к западу от деревни в Вялке.